# Atractocarpus carolinensis
Atractocarpus carolinensis är en måreväxtart som först beskrevs av Theodoric Valeton, och fick sitt nu gällande namn av Christopher Francis Puttock. Atractocarpus carolinensis ingår i släktet Atractocarpus och familjen måreväxter. Inga underarter finns listade i Catalogue of Life.